# Falkevika
Falkevika – wieś w zachodniej Norwegii, w okręgu Sogn og Fjordane, w gminie Vågsøy. Miejscowość leży na północnym brzegu fiordu Nordfjord. W pobliżu Falkeviki leżą miejscowości: Vemmelsvik, Eldevika, Angelshaug, Verpeidet oraz Allmenningen. Od centrum administracyjnego gminy w Måløy wieś dzieli odległość około 10 km. 
Miejscowość jest wymieniona w źródłach historycznych pochodzących z XVI wieku.